# Microeurhynchium
Microeurhynchium là một chi rêu trong họ Brachytheciaceae.